# 第1哨戒飛行隊 (アメリカ海軍)
第1哨戒飛行隊（だい1しょうかいひこうたい、英: Patrol Squadron 1、略称：VP-1）は、アメリカ海軍太平洋艦隊海軍航空軍第10哨戒・偵察航空団隷下の哨戒部隊。愛称はスクリーミング・イーグルス（英: Screaming Eagles）。1943年2月15日にフロリダ州のデランド海軍航空基地で編成された第128爆撃飛行隊（英: Bombing Squadron 128、略称：VB-128）が起源で、1944年10月1日に第128哨戒爆撃飛行隊（英: Patrol Bombing Squadron 128、略称：VPB-128）、1946年5月15日に第128哨戒飛行隊（英: Patrol Squadron 128、略称：VP-128）、同年11月15日に第1中型哨戒飛行隊（陸上）（英: Medium Patrol Squadron (Landplane) 1、略称：VP-ML-1）、1948年9月1日に第1哨戒飛行隊へと改編された。ワシントン州のホイッドビー・アイランド海軍航空基地に所在し、哨戒機としてP-8Aを運用する。

## 配備基地の変遷
- デランド海軍航空基地（フロリダ州・デランド）（1943年2月 - 5月）
- フロイド・ベネット・フィールド（英語版）（ニューヨーク州・ニューヨーク）（1943年5月 - 1944年10月）
- カネオヘ・ベイ海軍航空基地（ハワイ州・カネオヘ）（1944年10月 - 1945年6月）
- テニアン（北マリアナ諸島・テニアン島）（1945年6月 - 1946年5月）
- 那覇海軍航空施設（日本・沖縄県）（1946年5月 - 1948年1月）
- ホイッドビー・アイランド海軍航空基地（ワシントン州・オークハーバー）（1948年1月 - 1970年6月）
- ハーバーズ・ポイント海軍航空基地（英語版）（ハワイ州・カポレイ）（1970年6月 - 1995年7月）
- ホイッドビー・アイランド海軍航空基地（ワシントン州・オークハーバー）（1995年7月 - ）

## 歴代運用機
- 哨戒機
  - PV-1（1943年 - 1946年）
  - PV-2（1946年 - 1947年）
  - P2V-2/-3/-5/-5F/-7/-7S（1947年 - 1969年）
  - P-3B/C（1969年 - 2019年）
  - P-8A（2018年 - ）

## 栄典
第1哨戒飛行隊は以下の勲章を受章している。
| 略綬 | 名称                     |
| ---- | ------------------------ |
|      | 海軍殊勲部隊章           |
|      | 海軍部隊勲功章           |
|      | ベトナム共和国武勲十字章 |
|      | ベトナム戦争従軍記章     |
|      | 派兵記章                 |
|      | 海軍占領軍記章           |
|      | 東南アジア従軍記章       |
|      | 人道支援従事記章         |